# Немея (город)
Неме́я (греч. Νεμέα) — малый город в Греции на Пелопоннесе. Расположен в 27 километрах к юго-западу от Коринфа у подножия горы Профитис-Илиас (Προφήτης Ηλίας) на высоте 320 метров над уровнем моря. Административный центр общины (дима) Немеи в периферийной единице Коринфии в периферии Пелопоннес. Население 3853 жителя по переписи 2011 года. Площадь 56,378 квадратного километра.
До 24 сентября 1923 года назывался Айос-Еорьос (греч. Άγιος Γεώργιος) из-за византийской церкви Святого Георгия. Современное название получил от известной в древности немейской долины.
Область Немеи славится с древних времен виноделием, здесь выращивается виноград сорта Агиоргитико.

## История
В месте к северо-востоку от деревни Архея-Немеи и в 5 километрах к юго-востоку от современной Немеи находился храм Зевса Немейского и стадион, на котором проводились Немейские игры. Центром Немеи с X века до н. э. был Флиунт.
Во времена Гомера Флиунт был известен как Арефирея (Αιρεθυρέα), «привлекательная». По преданию Арефирея была дочерью Аранта, первого местного жителя, который был старше Пеласга, сына Аркада. Упоминается в «Списке кораблей» в «Илиаде»:

Орнии град населявших, весёлую Арефирею.
Флиунт получил название от Флианта, сына Диониса и Арефиреи. Павсаний пишет о храме Деметры Простасии и Коры.
Раскопки проводились в 1925 году Карлом Блегеном. Было обнаружено поселение периода неолита, а также древний город: нижние места театра, фундамент сцены, руины «дворца» и часть кладки крепостной стены из крупных прямоугольных камней. Через Флиунт проходил путь в Аркадию. Во время расцвета в города проживало 15 тысяч жителей.
Флиунт был крупнее, чем Клеоны. При дорийцах был на стороне Спарты. Из Флиунта были философ Асклепиад из Флиунта, художник Клеагор, автор «Силл» Тимон из Флиунта, Асоподор, ученица Платона Аксиотея Флиусская, ученики Филолая Фантон, Диокл, Полимнест и Эхекрат, создатель сатирических драм Пратин, его сын Аристий.
В деревне Аидонии в 8 километрах к северо-западу от Немеи находится микенское кладбище. В 1978—1980 годах кладбище было разграблено чёрными копателями.
Часть предметов, украденных из гробниц, в том числе четыре золотых кольца, кольцо из янтаря, золотые украшения, амулеты из талькохлорита, халцедона и аметиста были выставлены на аукционе в галерее Michael Ward Gallery в Нью-Йорке и возвращены в Грецию.
Ценные находки свидетельствуют о существовании важного микенского поселения, возможно Арефиреи.
На холме Полифенгос (Πολύφεγγος) находится византийский монастырь Богородицы Врахоса.
В 7 километрах к юго-запалу от Немеи, в Леондионе производится четверть вина агиоргитико.

## Население
| Год  | Население, человек |
| ---- | ------------------ |
| 1991 | 4001               |
| 2001 | 4078               |
| 2011 | ↘ 3853             |

- Руины храма Зевса в Немее
- Микенское кладбище в Аидонии
- Золотые кольца из некрополя в Аидонии. Микенский период. Археологический музей Немеи